# Latino Party
Latino Party est un groupe de musique espagnol de dance actif de 1989 à 1994.

## Biographie
Le projet d'un producteur allemand, David Fairstein (qui collaborera bientôt au premier album d'Enigma), prend corps sous la forme du quatuor Latino Party. Le groupe est formé de deux jeunes femmes, Manuella et Angelica et de deux jeunes hommes, Moossa (chorégraphe et danseur aujourd'hui) et Emy. Repérés dans une discothèque à Ibiza, les quatre artistes se retrouveront un an plus tard en studio pour enregistrer leur premier album The Album, sorti en 1990. Essentiellement orientées discothèque, leurs chansons sont des mixages d'échantillons et de sons électroniques, comme sur le single The Party (classé quatrième au Top 50 en octobre 1990 et certifié disque d'argent), qui reprend des fragments du Don't Go de Yazoo. Le groupe connaîtra d'autres succès avec Tequila, un classique des bars hispaniques (classé huitième au Top 50 en février 1991) et The Megaparty, un megamix commercialisé fin 1991.
Les deux derniers titres ne seront plus produits par David Fairstein et Paul Simpson. Baila Me' sera produit par M.I.Zadeh et composé par G.Padevy, Y.Rota et K.M.Louis'. Caramba est produit et remixé par Unity Mixers, et composé par M.I.Zadeh et Iasonas.

## Échantillons sonores utilisés
- The Party est un remix de Esta Loca et utilise des samples du titre Don't Go de Yazoo.
- Tequila est un remix de Quisiera tequila et utilise des samples du titre Just Can't Get Enough de Depeche Mode.
- Arriba! utilise des samples du titre Oh Pretty Woman de Roy Orbison.
- L'intro de Rave on me est prise de LFO et le Modular Remix utilise des samples du titre Cubes de Modular Expansion.
- L'intro du Megamix est basé sur le titre Don't You Want Me de Human League.
- Aprovecha utilise des samples du titre Highway To Hell de AC/DC.
- Weekend utilise des samples du titre Could You Be Loved de Bob Marley.

## Discographie

### Singles
- 1989 : Esta Loca
- 1989 : Quisiera Tequila
- 1990 : The Party
- 1990 : Tequila
- 1991 : Arriba
- 1991 : Weekend (featuring Mariam Dee)
- 1991 : Rave On Me (sorti sous le nom Bond 55 featuring Noelle Night)
- 1991 : The Megaparty
- 1992 : Aprovecha
- 1993 : Baila Me
- 1994 : Caramba

### Albums
- 1989 Esta Loca
- 1990 The Album
- 1991 The Album - Non Stop Remix

## Autres productions
- 2 Pirates In A Club (Esta Loca '95 en 1995)
- Bond 55 (Rave On Me en 1991 et Rhythm Of My Heart en 1992)
- Ibizaa (I Can't Dance en 1992)
- Latino Inferno (Pussy en 1995)
- Mariam Dee (Weekend en 1991 et It's My Party en 1992)